# Iso-Kuha
Iso-Kuha är en ö i Finland. Den ligger i sjön Vanajavesi och i kommunen Hattula i den ekonomiska regionen  Tavastehus ekonomiska region  och landskapet Egentliga Tavastland, i den södra delen av landet, 120 km norr om huvudstaden Helsingfors. Öns area är 3,3 hektar och dess största längd är 290 meter i öst-västlig riktning.